# Бурцевский сельсовет (Шаховской район)
Бурцевский сельсовет — упразднённая административно-территориальная единица, существовавшая на территории Московской губернии и Московской области до 1954 года.
В первые годы советской власти возник Юрьевский сельсовет. По данным 1922 года он входил в состав Судисловской волости Волоколамского уезда Московской губернии.
В 1924 году Юрьевский с/с был переименован в Сизеневский сельсовет.
По данным 1926 года в состав сельсовета входили 3 населённых пункта — Бурцево, Сизенево и Юрьево.
В 1929 году Сизеневский с/с был отнесён к Шаховскому району Московского округа Московской области. При этом он был переименован в Бурцевский сельсовет.
14 июня 1954 года Бурцевский с/с был упразднён. При этом его территория в полном составе была передана в Игнатковский с/с.